# Carl von Görtz
Carl Friedrich Adam rigsgreve von Schlitz, kaldet von Görtz (21. december 1733 i Schlitz i Franken – 24. august 1797 i Ohlau i Schlesien) var en tysk officer.

## Baggrund
Hans fader, grev Johann, var besidder af Rigsgrevskabet Schlitz i Franken (senere i Storhertugdømmet Hessen); moderen, grevinde Friederike, var af samme slægt, men af linjen Rittmarshausen. Født 21. december 1733 nød Görtz undervisning ved Collegium Carolinum i Braunsweig og trådte 1750 ind i den hessiske armé. Han var steget til oberst, da han i marts 1762 blev kaldet til Danmark og med samme grad og anciennitet fra 1760 ansat ved generalstaben af den på rigets sydgrænse mobiliserede hær; samme år udnævntes han til kammerherre og 1763 til chef for fynske gevorbne dragonregiment. Görtz omtales som en eventyrer med "et sort Hjærte og en tom Pung"; hans smukke ydre og vindende væsen skaffede ham imidlertid snart indflydelsesrige forbindelser, hvis tal forøgedes ved hans ægteskab (15. juni 1764) med Charlotte Louise komtesse Knuth (1745-1812), datter af stiftamtmand, grev Eggert Christopher Knuth og dennes 1. hustru, f. Monteleone-Gyldensteen.

## Karriere i Danmark
Under Christian VII kom Görtz, hvis lette, frivole konversation morede kongen, til at høre til dennes intime kreds. Lige så yndet var han af feltmarskal, grev Claude-Louis de Saint-Germain, hvad der dog tyder på, at Görtz ikke har været uden dygtighed som militær, og da marskallen i marts 1767 for anden gang blev sat i spidsen for Generalkrigsdirektoriet, kaldtes Görtz til deputeret i dette samt til kommandør for "den kombinerede Livgarde til Hest og til Fods"; inden måneden var omme, var han dog atter fjernet fra begge disse høje poster. Sammen med en anden af kongens favoritter, den preussiske gesandt von Borcke, havde Görtz nemlig indladt sig i intriger for at få J.H.E. Bernstorff fortrængt fra udenrigsstyrelsen, netop som denne var ved at bringe forhandlingerne om den foreløbige mageskiftetraktat med det gottorpske hus til afslutning. For at skaffe Görtz af vejen fik Bernstorff ham så akkrediteret som minister ved hoffet i Berlin, og da Görtz gjorde vanskeligheder ved at forlade København, blev han på foranledning af den russiske minister Caspar von Saldern tvunget dertil, hvorhos udnævnelserne til deputeret og til kommandør for Garden tilbagekaldtes. Derimod fik Görtz sit dragonregiment igen og anvendtes ikke længe efter som kommissær ved nogle opløste regimenters indlemmelse i bestående afdelinger.

## Fald fra magten
Men henimod årets slutning styrtedes Saint-Germain for anden gang, og Görtz blev 10. december uden pension afskediget fra sin militære, 2 dage senere fra sin diplomatiske stilling. Han trådte nu i tjeneste hos Frederik II af Preussen, blev snart persona grata hos denne og benyttet ved fortrolige sendelser til forskellige hoffer; det var også ham, der forestillede den landflygtige Mirabeau for kongen. 1777 blev Görtz generalmajor og chef for et kyrasserregiment, 1786 generalløjtnant og 1795 general af kavaleriet. Han døde 24. august 1797 i sin garnison Ohlau i Schlesien.
Der findes et portrætmaleri tilskrevet Joseph Darbes (Gut Schierensee). Andre malerier, bl.a. af Peder Als.